# Kim Seung-jun
Kim Seung-jun (kor. 김승준; ur. 12 września 1994) – południowokoreański zapaśnik walczący w stylu klasycznym. Olimpijczyk z Paryża 2024, gdzie zajął dwunaste miejsce w kategorii do 97 kg. Zajął 35. miejsce na mistrzostwach świata w 2023 roku. 
Srebrny medalista mistrzostw Azji w 2017 i 2021. Wicemistrz świata juniorów w 2014 roku.